# Макнаб, Аллан
Аллан Нейпир Макнаб (англ. Allan Napier MacNab; 19 февраля 1798, Ньюарк, Верхняя Канада — 8 августа 1862, Гамильтон, Западная Канада) — канадский предприниматель, юрист, военный и государственный деятель. Макнаб, в юности бывший участником Англо-американской войны 1812—1814 годов, позже играл заметную роль в подавлении восстания Маккензи в конце 1837 и начале 1838 года, за что был удостоен рыцарского звания. Представляя в канадской политике идеологию тори, он в 1854—1856 годах занимал пост премьера Соединённой Канады, опираясь на коалицию из консерваторов Верхней Канады и умеренных реформистов. Баронет с 1856 года.

## Молодость и начало деловой и политической карьеры
Аллан Нейпир Макнаб родился в 1798 году в Йорке (ныне Торонто) в небогатой семье бывшего военнослужащего; его отец, также носивший имя Аллан, был лейтенантом во 2-м полку Королевских рейнджеров в годы революционных событий в североамериканских колониях, но позже не получил ни продвижения по службе, ни назначения на доходную гражданскую должность и с трудом сводил концы с концами. Несмотря на финансовые трудности семьи, Аллан-младший некоторое время посещал частную среднюю школу, но, унаследовав отцовский интерес к военной службе, присоединился к лоялистским вооружённым силам в ходе англо-американской войны 1812—1814 годов. Он участвовал в боевых действиях при Сакеттс-Харборе, Платтсбурге, Блэк-Роке и Форт-Ниагаре и в 1814 году был произведен в звание энсина в 49-м пехотном полку.
По окончании войны Макнаб был уволен из вооружённых сил по сокращению и в 1816 году поступил стажёром в адвокатскую фирму д’Арси Боултона. Ввиду нехватки формального образования его учёба на адвоката затянулась, кроме того, он прерывал её в поисках других средств заработка, в том числе в 1820 году снова поступив на службу в милицию Йорка, где ему был присвоен чин капитана. В 1821 году Макнаб женился на Элизабет Брук, также происходившей из военной семьи, но в 1825 году она умерла во время родов. Наконец, в 1826 году Макнаб получил лицензию барристера. Вместо того, чтобы остаться в Йорке, где многочисленные адвокатские конторы конкурировали между собой, он открыл дело в Гамильтоне, став там первым постоянно практикующим адвокатом.
В Гамильтоне Макнаб, как благодаря знакомствам отца, так и самостоятельно, обзавёлся влиятельными знакомыми в среде местных тори. Он успешно провёл несколько громких дел, и уже к 1828 году в его собственной фирме появился студент-стажёр. В следующем году Макнаб оказался в центре скандала, отказавшись давать свидетельские показания перед комиссией парламента Верхней Канады, расследовавшей повешение чучела лейтенант-губернатора Джона Колборна толпой тори в Гамильтоне. Глава комиссии, реформист Уильям Болдуин, приговорил молодого адвоката к десяти дням тюрьмы за неуважение к суду, превратив его в мученика в глазах местных тори.
В 1830 году Макнаб, выступая кандидатом от тори в парламент провинции, выиграл выборы в графстве Уэнтворт. В этом же году он был произведён в подполковники 4-го полка милиции Гора (базировавшегося в пригороде Торонто), а на следующий год женился вторично. Его женой стала Мэри Стюарт, представительница влиятельной семьи. Стараясь закрепить своё влияние в Уэнтуорте и Гамильтоне, Макнаб принял активное участие в борьбе против издателя-реформиста Уильяма Лайона Маккензи, добившись его исключения из рядов парламента по обвинению в клевете. Одновременно, пользуясь широким банковским кредитом, он занялся скупкой земли, в определённый момент оказавшись владельцем лучших земель в центре расширяющегося Гамильтона; по одной позднейшей оценке, он превратился в крупнейшего землевладельца региона. Однако его финансовых возможностей недоставало для ведения дел с таким размахом, и в итоге ему пришлось отказаться от значительной части земель, одновременно существенно испортив отношения с банкирами и законодателями в Торонто. Другие финансовые инициативы Макнаба были более успешными. В 1835 году был принят устав Банка Гора, бо́льшую часть акций которого контролировал Макнаб. К 1837 году он был владельцем пароходства, корабли которого крейсировали между Рочестером, Осуиго и Гамильтоном, и дока в заливе Берлингтон, президентом и директором двух железнодорожных компаний. Железнодорожное сообщение через приобретённые им земли увеличило их стоимость, и Макнаб продал их с большой прибылью.
Финансовые интересы Макнаба препятствовали его сближению с политическим руководством тори Верхней Канады, а временами даже приводили к конфликту с британскими колониальными властями, несмотря на постоянно декларируемую верность «матери»-Англии. Он оставался консерватором по взглядам, но демонстрировал религиозную и национальную терпимость и в 1836 году провозгласил себя независимым от партийных блоков в парламенте Верхнего Онтарио. В этом качестве на следующий год он был избран спикером.

## Подавление восстания Маккензи
Когда в декабре 1837 года Уильям Лайон Маккензи поднял мятеж в Торонто, Макнаб спешно прибыл туда из Гамильтона во главе небольшого отряда лоялистов. Лейтенант-губернатор Верхней Канады Хед дал ему понять, что готов увидеть его во главе всех лоялистских сил Торонто в условиях, когда практически все регулярные британские войска были заняты подавлением другого очага восстания под Лондоном. Единоличному командованию Макнаба, однако, воспротивился генерал-адъютант милиции Джеймс Фицгиббон, кадровый военный в отставке, и в итоге именно он номинально был назначен главнокомандующим, хотя основные силы остались под руководством гамильтонского адвоката. 7 декабря эти силы в количестве свыше тысячи человек нанесли поражение повстанцам в бою у таверны Монтгомери. Макнаб организовал спешную мобилизацию, набрав к 14 декабря 1500 человек — «по меньшей мере в шесть раз больше», чем ему, по собственным словам, было нужно. В условиях явного численного превосходства противника сначала Маккензи, а затем и командовавший повстанцами у Лондона Чарльз Данкомб бежали в США.
В руки Макнаба попало значительное количество пленных. Он сумел проявить разумную сдержанность и отправил в тюрьму только руководителей восстания, распустив по домам их «обманутых» сторонников. Уже 13 декабря, однако, вернувшийся из США Маккензи со своими сторонниками, в числе которых были и американцы, занял остров Нейви на территории Верхней Канады. 25 декабря Хед, несмотря на наличие в его распоряжении кадровых офицеров, отправил пользовавшегося популярностью в войсках Макнаба командовать на Ниагарском фронте. Под командой Макнаба к 29 декабря было около 2000 волонтёров, а к 10 января больше 3,5 тысяч, но такое количество войск оказалось нереально обеспечить провиантом и постоем. Дисциплина в войсках была крайне низкой, подчинённые Макнабу офицеры пьянствовали, а от Хеда всё не поступало приказа о штурме острова ввиду противоречивых сведений о численности повстанцев. Макнаб по собственной инициативе приказал 29 декабря атаковать и уничтожить американское судно «Каролина», осуществлявшее снабжение повстанцев, что и было сделано, однако произошло это в американских водах.
В ходе атаки на «Каролину» погиб американский гражданин. В ответ суд округа Эри предъявил Макнабу обвинение в убийстве, а в американской прессе начались призывы к военным действиям против британских колоний. В итоге Джон Колборн, на тот момент главный британский представитель в североамериканских колониях, приказал отстранить Макнаба от командования, заменив его кадровыми офицерами. Макнаб сдал командование 14 января, в тот же день, когда Маккензи со сторонниками покинул остров Нейви, который затем был без боя занят принявшим командование на Ниагарском фронте британским полковником Хьюзом. Действия Макнаба в ходе подавления восстания королева Виктория в 1838 году отметила должностью королевского адвоката, а также титулом рыцаря-бакалавра, что только укрепило его в убеждении, что он поступал правильно, и позволило игнорировать любую критику со стороны других политиков.

## Оппозиция Соединённой Канаде
В 1839 году британское правительство пришло к выводу, что объединение Верхней и Нижней Канады в единую провинцию сделает более эффективным администрирование заморских территорий и будет способствовать успешной ассимиляции франкоговорящей части населения. Макнаб, с экономической точки зрения оценивавший такое слияние положительно, категорически не был согласен с тем, что это слияние должно осуществляться на паритетной основе. Он опасался, что возникшая в результате провинция будет контролироваться франкофонами, что отрицательно скажется на связях с метрополией. Макнаб вместе с рядом других парламентариев-тори выступил в парламенте с инициативой, согласно которой при объединении главенствующая роль в новой провинции будет отдана лояльным жителям Верхней Канады, но это предложение было отклонено в том числе при участии более умеренных консерваторов.
Враждебное отношение Макнаба к Соединённой Канаде, официально сформированной в 1840 году, усугублялось тем, что новая администрация взяла курс на более жёсткую фискальную политику. Его не слишком щепетильные финансовые операции и источники доходов в этих условиях оказались в центре внимания государственных чиновников; он был вынужден уйти в отставку с денежного поста в милиции Гора, где его заменили на более опытных военнослужащих, а его жалование как королевского адвоката выплачивалось крайне неохотно. В этих условиях Макнаб начал открытую борьбу против генерал-губернатора лорда Сиденхема, в частности помешав избранию в парламент его кандидата в Гамильтоне. Сиденхем в ответ позаботился о том, чтобы Макнаб оказался изолирован в парламенте и не вошёл в формируемую умеренно-консервативную фракцию. В 1842 году Макнаб отправился в Англию, где изложил свои претензии напрямую секретарю по делам колоний лорду Стэнли. Он также ходатайствовал о присвоении ему титула баронета, но получил отказ. Стэнли намеревался взамен назначить его генерал-адъютантом Западной Канады, но этому назначению воспрепятствовал новый генерал-губернатор Канады Чарльз Багот.
К сентябрю 1842 года, после ухода из политики лидера умеренных тори Уильяма Дрейпера, Макнаб оказался наиболее влиятельным консерватором в парламенте Канады, и когда в декабре следующего года пало первое реформистское правительство Болдуина и Лафонтена, рассчитывал, что именно ему доверят формировать новый кабинет. Однако генерал-губернатор Меткалф предпочёл обратиться с этим предложением к отошедшему от дел Дрейперу; по его собственным словам, Макнаб был настолько неприемлем для большинства фракций в парламенте, что назначить его главой кабинета было невозможно.
После ряда политических поражений Макнаб ослабил свою активность в парламенте и сосредоточился на собственных делах. Его вторая жена умерла в 1846 году, он сам постоянно страдал от подагры, но продолжал активно заниматься железнодорожным бизнесом. Сам Макнаб говорил: «Вся моя политика — это железные дороги»; его оппонент Джордж Браун заявлял, что Макнаб возглавлял или успешно боролся с каждым железнодорожным проектом того времени. В разные периоды после 1845 года он занимал посты президента, председателя или члена совета директоров как минимум шести железнодорожных компаний, в том числе с 1845 по 1849 год — президента Great Western Railway. В рамках борьбы с конкурентами Макнаб объявил одного из них «длинной рукой американских капиталистов», но и сам брал кредиты в США. В целом он часто действовал в условиях явного конфликта интересов, ставя свои непосредственные доходы выше реального успеха руководимых им компаний. Кроме того, к началу 1850-х годов его подготовки уже просто не хватало для эффективного управления железными дорогами, и он начал терять своё влияние в этом бизнесе.
Неудачи в финансовых делах отразились на поведении Макнаба на политической сцене. Он снова начал выступать с резкими нападками на генерал-губернатора (к тому моменту этот пост занимал лорд Элгин), франкоканадцев и «нелояльных» реформистов. Особый его гнев вызвал закон 1849 года о компенсациях пострадавшим от бунтов 1837—1838 годов, который, в его глазах, отвечал интересам именно тех людей, которые сами в этих бунтах участвовали. Макнаб снова отправился в Англию, требуя отменить этот закон, но получил ответ, что при наличии ответственного правительства метрополия не может отменять законы, принятые в самой Канаде.

## Вершина политической карьеры и последние годы жизни
В конце 1849 года Макнаб, убедившись, что радикально консервативная политика бесперспективна, стал смягчать линию поведения, став более умеренным. Этому способствовало то обстоятельство, что в вопросе о билле о компенсациях многие тори заняли более крайние позиции, чем он сам, что позволило ему уже в тот момент выглядеть умеренным на их фоне. Макнаб постепенно выдвинулся на роль основного оратора консерваторов по ключевым политическим вопросам. Переборов свою враждебность к франкофонам, он в 1852 году занялся формированием союзов с несколькими из их лидеров, направленными против действующего правительственного кабинета.
В сентябре 1854 года Макнаб, окончательно расставшийся с имиджем крайнего тори, сумел сформировать правящую коалицию из тори Западной Канады и умеренного реформистского блока, представлявшего обе части провинции; в оппозиции к этой широкой коалиции остались только наиболее радикальные элементы справа и слева. Коалиция Макнаба сумела провести ряд важных законодательных реформ, включая реструктуризацию милиции, дальнейшую секуляризацию земель клира, окончательную отмену феодального права и шаги по реформе выборов законодательного собрания; всё это принесло бывшему крайнему консерватору репутацию передового реформатора. В то же время проводимые реформы, способствующие оздоровлению экономической обстановки и усилению деловой активности, отвечали и собственным интересам Макнаба как финансиста и предпринимателя.

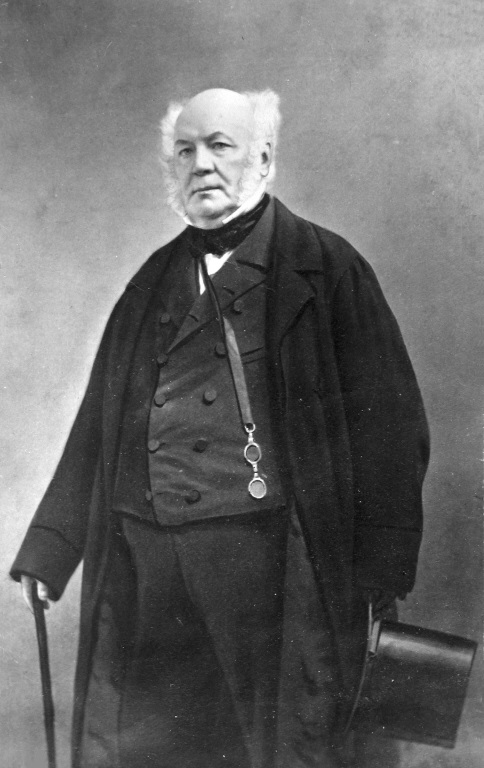
Аллан Макнаб в 1861 году

В 1856 году усиление приступов подагры привело к тому, что Макнаб стал редко появляться в парламенте. Это обстоятельство, а также известия о его неприглядных финансовых махинациях последнего времени привели к развалу его коалиции в мае 1856 года; при этом новое правительство, сформированное Джоном А. Макдональдом, по сути дела состояло из тех же людей, но уже без оказавшегося персоной нон грата Макнаба. В ноябре того же года он потерял и пост члена совета директоров компании Grand Trunk Railway, кода переметнулся ранее из Great Western. Положительной новостью для Макнаба в этот период стало долгожданное присвоение титула баронета в июле 1856 года (согласно «Словарю канадских биографий»; по другим данным он получил этот титул в 1858 году).
В 1857 году Макнаб отказался от места в парламенте Канады и отправился в Англию, где в 1859 году безуспешно пытался избраться в Палату общин от Брайтона. В 1860 году ему было присвоено звание полковника британской армии вместе с почётной должностью флигель-адъютанта королевы Виктории. Однако уже в том же году он вернулся в Канаду решать накопившиеся финансовые проблемы. Несмотря на проблемы со здоровьем, он принял участие в выборах в парламент от Западной Канады и победил, а в 1862 году занял пост спикера. В это же время ему удалось продать значительную часть своих неликвидных земель консервативному правительству провинции, но даже большой суммы, вырученной за эту сделку, не хватило для расплаты с кредиторами. Аллан Макнаб скончался в августе 1862 года банкротом, не оставив после себя наследника мужского пола (его единственный сын Роберт умер в 1834 году); таким образом, его дворянство никому не было передано.

## Известные потомки
- Камилла. герцогиня Корнуолльская — королева-консорт Великобритании[значимость факта?].